# Chapelle des Bourbons
La chapelle des Bourbons est un projet architectural de Louis XIV et Jean-Baptiste Colbert qui ne fut jamais réalisé : il consistait en l'édification à l'extrémité de la basilique Saint-Denis d'une chapelle destinée à abriter les sépultures des rois de la Maison de Bourbon. On parle parfois aussi de la rotonde des Bourbons, par analogie avec la rotonde des Valois mais l'appellation n'est pas exacte car il ne s'agissait pas nécessairement d'un édifice circulaire à l'intérieur et à l'extérieur.
Une chapelle des Bourbons est aménagée au XIXe siècle. Elle contient des cénotaphes et des urnes contenant des restes de la famille royale.

## La commande royale
En 1665, le jeune roi Louis XIV rêve d'un tombeau pour recevoir les restes des rois et reines de la Maison de Bourbon. Il charge son surintendant des bâtiments et son principal conseil Jean-Baptiste Colbert d'étudier le projet. 
Colbert demande alors à deux des plus célèbres architectes du temps, le français François Mansart et l'italien Gian Lorenzo Bernini, de concevoir un projet de chapelle funéraire des Bourbons à l'extrémité est de la basilique de Saint-Denis. 

## Les projets de François Mansart et Gian Lorenzo Bernini

### Les deux projets de François Mansart
François Mansart conçut deux projets distincts un an avant sa mort. Aucun des deux ne fut réalisé. On connaît ces deux projets de François Mansart grâce à des dessins et des plans conservés à la Bibliothèque nationale de France au Cabinet des Estampes.

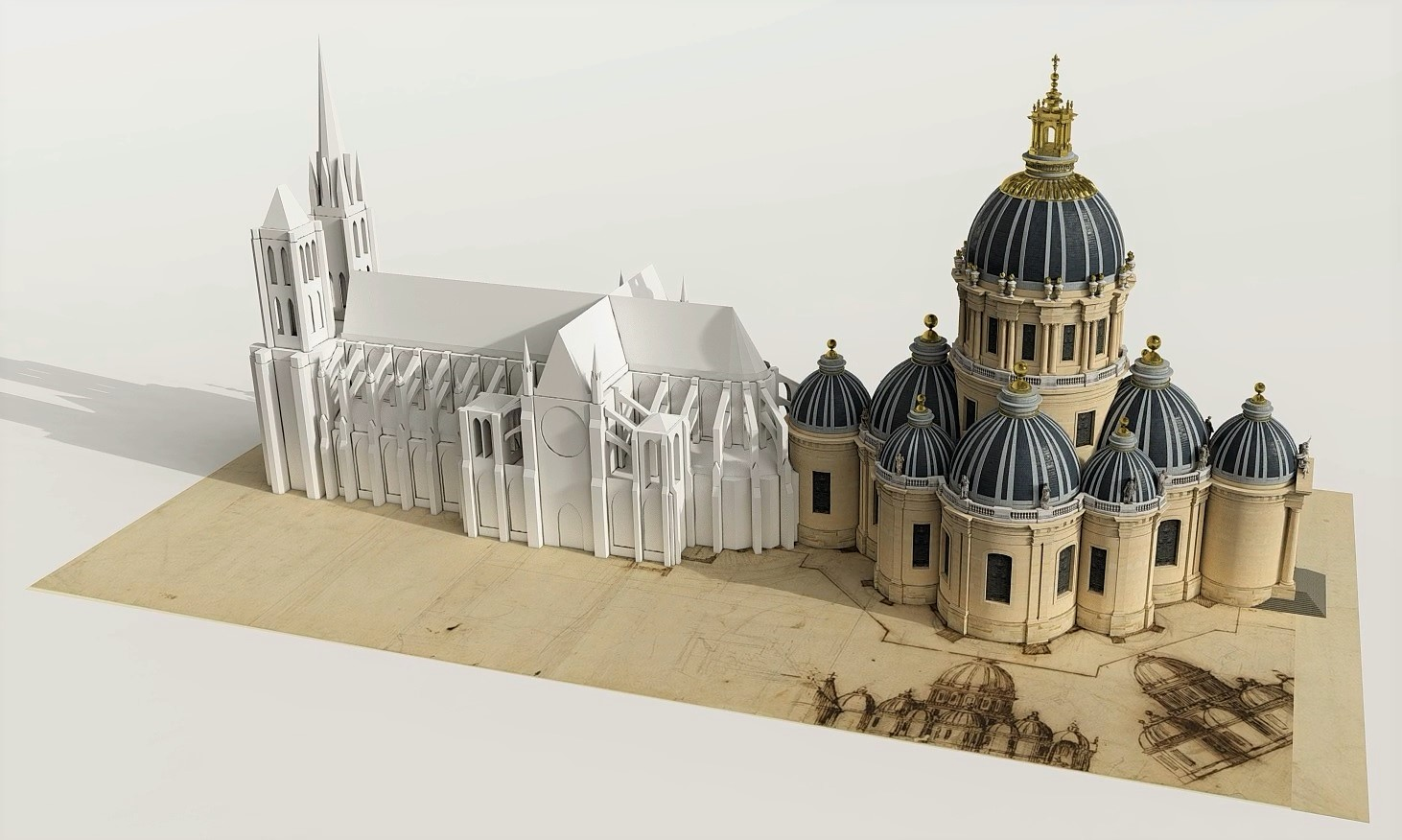
Chapelle des Bourbons à Saint-Denis - Restitution 3D du projet de François Mansart.

Mansart imagine d'abord une série de chapelles à dôme, pour abriter les tombeaux, qui se seraient groupées autour d'un espace central circulaire recouvert d'un dôme tronqué complexe, éclairé à l'intérieur par des fenêtres invisibles. Contrairement au Bernin, Mansart ne juxtapose pas des chapelles de même ampleur, mais recourt aux contrastes de forme et de volume des chapelles, grandes et ovoïdes sur les axes, rondes et petites sur les diagonales. En élévation, ce projet aurait abouti à une couronne de dômes de tailles différentes gravitant autour du grand dôme central.
Mansart conçoit également un second projet moins ambitieux : une base quadrangulaire intégrant des chapelles satellites intégrées d'où aurait émergé un grand dôme unique. C'est ce second projet que reprit son petit-neveu Jules Hardouin-Mansart pour l'église des Invalides.

### Les deux projets du Bernin
Le 15 septembre 1665, Gian Lorenzo Bernini demande aux moines de Saint-Denis un plan d'ensemble de l'abbaye, il fait un tour de l'église, puis se met au travail. 
Le Bernin présente deux projets distincts. On connaît ces deux projets du Bernin grâce au Journal de Fréart de Chantelou, son guide français, et grâce à un dessin conservé à Stockholm.  
Le premier projet prévoit la construction d'une ambitieuse rotonde circulaire à huit grandes chapelles rayonnantes, alternativement carrées et ovales, et toutes creusées de niches. Comme pour la rotonde des Valois, un tombeau, celui de Louis XIV, aurait occupé l'espace central, alors que celles de ses principaux prédécesseurs dont Saint Louis auraient occupé, en compagnie des descendants du Roi Soleil, les chapelles satellites.
Le second projet, plus modeste, prévoit quatre grandes chapelles rectangulaires disposées sur les diagonales d'un espace central octogonal. Un solide soubassement à gradins concentriques aurait compensé la forte surélévation du chœur gothique pour donner une position dominante au mausolée.

### Les dessins
|  |  |  |

## Abandon du projet
Colbert finit par écarter tous ces projets, au prétexte qu'ils deviennent trop coûteux et que l'église elle-même ne serait plus que l'accessoire de ce vaisseau.
Le Bernin propose alors d'élever un monument pour les Bourbons à l'intérieur de la basilique. François Mansart, lui, dessine une simple chapelle funéraire à la place de la chapelle d'axe de l'église. Mais finalement rien n'est réalisé.